# Barton Warren Evermann

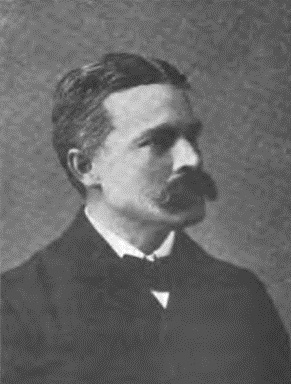
Porträt von Barton Warren Evermann

Barton Warren Evermann (24. Oktober 1853 in Albia – 27. September 1932 in Berkeley) war ein US-amerikanischer Ichthyologe.

## Leben
Evermann wurde am 24. Oktober 1853 in Iowa geboren und ist in Indiana aufgewachsen. Auf dem College befreundete er sich mit David Starr Jordan, mit dem er zusammen später viele wissenschaftliche Artikel veröffentlichte. Nach der Beendung des Studiums arbeitete er zehn Jahre als Lehrer an öffentlichen Schulen in Indiana und Kalifornien.
Am 24. Oktober 1875 heiratete Evermann Meade Hawkings. Aus der Ehe gingen eine Tochter und ein Sohn hervor. Von 1886 bis 1914 war er auf verschiedenen Positionen für die US-amerikanische Fischereibehörde (US Bureau of Fisheries) tätig. 1914 wechselte er als Direktor zur Kalifornischen Akademie der Wissenschaften. Dieses Amt übte er bis zu seinem Tod am 27. September 1932 aus. Evermann wurde auf dem Friedhof von Burlington (Indiana) bestattet.
Evermann zu Ehren wurde die Tiefseefischfamilie Evermannellidae (Säbelzahnfische), die Grundelgattungen Evermannia und Evermannichthys, der Kaktus Mammillaria evermanniana sowie der Monte Evermann auf der mexikanischen Insel Socorro nach ihm benannt. Zudem ist er Namensgeber für die Evermann Cove, einer Bucht auf Bird Island im Südatlantik.